# Грег Хенкок
Грег Генкок,  Грегорі Алан Генкок (народився 3 червня 1970 року в Віттіері  ) — американський спідвеїст .

## Біографія

### Спортивна кар'єра
Грег чотири рази ставав чемпіоном світу в особистому заліку ( 1997, 2011, 2014 і у 2016 ) тричі командним чемпіоном світу ( 1992, 1993, 1998 ). Є рекордсменом за кількістю турнірів, а також місць на подіумі та виходів у фінал на турнірах Гран-Прі  . Він також набрав найбільшу кількість очок за всю історію Гран-Прі — 2655  .
Десять разів піднімався на п’єдестал особистого чемпіонату світу : у 1996 році виграв бронзу, у 1997 році став чемпіоном, у 2004 та 2012 роках знову був третім, у 2006 та 2015 роках – срібним призером. У 2011 і 2014 роках ставав чемпіоном світу. У 2016 році він виборов золоту медаль і став найстаршим чемпіоном світу в історії цієї дисципліни. Починаючи з 1994 року, він неодноразово вигравав титул індивідуального чемпіона США (востаннє в 2006 році). 

### Особисте життя
Протягом своєї кар'єри жив у Швеції . Зі своєю дружиною Дженні, Грег має трьох синів: Вілбура, Білла та Карла  .

## Клубна приналежність
Велика Британія
- Cradley Heath Heathens (1989–1996)
- Coventry Bees (1997–2001)
- Oxford Cheetahs (2003–2005)
- Reading Racers (2006–2007)
- Poole Pirates (2013)

Польща
- Unia Leszno (1992–1994)
- Start Gniezno (1996–1997)
- WTS Wrocław (1998–2004)
- Wybrzeże Gdańsk (2005)
- Włókniarz Częstochowa (2006–2009)
- ZKŻ Zielona Góra (2010–2011)
- Unia Tarnów (2012)
- Polonia Bydgoszcz (2013)
- Unia Tarnów (2014)
- Stal Rzeszów (2015)
- KS Toruń (2016–2017)
- Stal Rzeszów (2018)
- ROW Rybnik (2020)

Швеція
- Getingarna Stockholm (1992–1994)
- Rospiggarna Hallstavik (1995–2009)
- Piraterna Motala (2010–2017)

Данія
- Fjelsted Speedway Club (1996)
- Outrup Speedway Club (2008)
- Esbjerg Motorsport (2010)
- Slangerup Speedway Club (2012–2013)

росія
- Мега-Лада Тольятті (2007)

Чехія
- PDK Grepl Mšeno (2009)
- PDK Grepl Mšeno (2011)

## Досягнення
Командний чемпіонат світу
- 1989 – Бредфорд – 4. місце – 2 очок
- 1991 – Военс – 3. місце – 6 очок
- 1992 – Кумла – 1. місце – 11 очок
- 1993 – Ковентрі – 1. місце – 9 очочк
- 1994 – Брокштедт – 5. місце – 5 очок
- 1995 – Бидгощ – 3. місце – 8+3 очок
- 1998 – Военс – 1. місце – 12 очок
- 1999 – Пардубіце – 3. місце – 6 очок
- 2000 – Ковентрі – 3. місце – 16 очок

## Виноски
1. 1 2  Greg Hancock - World Speedway Champion - SpeedwayBikes.Com
2. ↑  Lista rekordów Speedway Grand Prix - GuruStats - statystyki, 28 січня 2021
3. ↑  , Wirtualna Polska Media, "Żużel. Pękło kolejne 1000 punktów w cyklu Grand Prix. Dwukrotny brązowy medalista dziesiąty w historii - WP SportoweFakty"

## Зовнішні посилання
- Команда Hancock Racing | Грег Хенкок (англ.)